# Ixora faroensis
Ixora faroensis är en måreväxtart som beskrevs av Paul Carpenter Standley. Ixora faroensis ingår i släktet Ixora och familjen måreväxter. Inga underarter finns listade i Catalogue of Life.